# Metallica: This Monster Lives
«Metallica: This Monster Lives» (укр. Металліка: цей монстр живе) — книга американського режисера Джо Берлінгера, написана за участі журналіста Грега Мілнера, що вийшла 2004 року.
Книга присвячена обставинам знімання документального фільму «Metallica: Some Kind of Monster» дуетом Джо Берлінгера та Брюса Сінофскі. Режисери провели з гуртом понад два з половиною роки, спостерігаючи за проблемами, що оточували Metallica. Документальний фільм показав, як створювався студійний альбом St. Anger 2003 року, які конфлікти існували всередині гурту, і як за допомогою терапевтичних сесій музиканти змогли їх подолати.
На думку Метта Дентлера (The Austin Chronicle), фанати Metallica будуть розчаровані книгою, тому що її половина, присвячена гуртові, перетинається з уже знайомими матеріалами — альбомом St. Anger, концертним туром та документальним фільмом, а «анекдоти про створення фільму (про створення музики) є блідими тінями того, що глядачі вже знають». Цікавішими є глави, в яких Берлінгер пояснює власний творчий шлях у документальному кіно, проводячи паралелі між режисерським дуетом із Брюсом Сінофскі та Metallica, і стверджуючи, що їхнє партнерство було в ще гіршому стані. Алан Лайт (NYTimes) також погодився, що ця книга більше розповідає про кіно, аніж про музику, додавши, що «наполегливі репортажі все ще можуть створювати чудові оповіді, навіть про наймегаплатиновіших рок-зірок». 